# Palais Czapski (Varsovie)
Le palais Czapski était un palais situé Ulica Krakowskie Przedmieście (n° 5) dans l'arrondissement de Śródmieście à Varsovie. Il a été détruit dans les années 1939, puis reconstruit entre 1948 et 1959.